# Radio Val d'Or
Radio Val d'Or (R.V.O.) est une radio locale associative en France, dont le siège social est situé à Airvault, dans le département des Deux-Sèvres.

## Historique
L'association fondatrice est née le 25 septembre 1987 sous l'impulsion d'un groupe d'Airvaudais guidé par Michel Moine, ancien directeur de l'information de RTL et de RMC dans les années 60 et 70. Le but de la station est « le rassemblement logique des initiatives, des talents, des ambitions locales ». La première émission se déroule le 12 décembre 1987, dans les locaux de la maison de retraite d'Airvault, avec un émetteur d'une puissance de seulement 1,5 watt.
Comme nombre de stations dans les années 80, les débuts de Radio Val d'Or sont difficiles, en particulier sur le plan financier. Toutefois, Radio Val d'Or prend progressivement son envol sur une fréquence alors disponible : 102,6 MHz. Avec les conseils et l'appui de Michel Moine, membre du comité technique radiophonique (antenne régionale du CSA) à Poitiers, la station passe ce cap difficile et ses programmes sont alors reçus par les communes des quatre cantons suivants : Thénezay, Saint-Varent, Saint-Loup-Lamairé et Airvault.
Le CSA a ensuite officiellement attribué, au cours du printemps 1991, la fréquence 95,2 MHz à Radio Val d'Or.

## Diffusion
Les studios de la station sont situés à Airvault, face à la place des promenades, dans des locaux à proximité du centre socio-culturel. Depuis le début de l'année 2008, la station possède un nouveau pylône, aux pieds des studios, depuis lequel elle diffuse ses programmes en FM. Ce pylône, plus haut, lui permet de couvrir :
- dans les Deux-Sèvres, les villes de Bressuire, Parthenay et Thouars ;
- dans la Vienne, les villes de Mirebeau, Moncontour et Loudun ;
- en Maine-et-Loire, les villes de Doué-la-Fontaine et Saumur.

Les programmes de la station sont également diffusés sur internet.

## Programmes
Depuis son lancement, la spécificité de la station est de diffuser un programme musical adapté au bassin de population, plutôt rurale et sénior, et à forte dominante francophone. Aussi, les émissions sont-elles à base d'accordéon et de bal musette, ou encore à  base de chansons rétros. Depuis quelques années, l'antenne s'ouvre également aux musiques actuelles, notamment le week-end. Des émissions, telles que Master Club (Cyril) et Party Mix (DJ Sax), permettent aux auditeurs plus jeunes de retrouver des musiques clubs, pour agrémenter des sorties sur la région...
Par ailleurs, chaque dimanche matin, la station diffuse une émission religieuse nommée "pause dominicale".
La station participe au programme BIRDS (Banque de l'Information Radiophonique des Deux-Sèvres) depuis son lancement, le 7 janvier 2005, par le conseil général des Deux-Sèvres. La BIRDS permet aux radios locales du département d'échanger des interviews et des émissions, ce qui enrichit le programme de chaque radio.